# 史波特斯凡尼亞郡府戰役

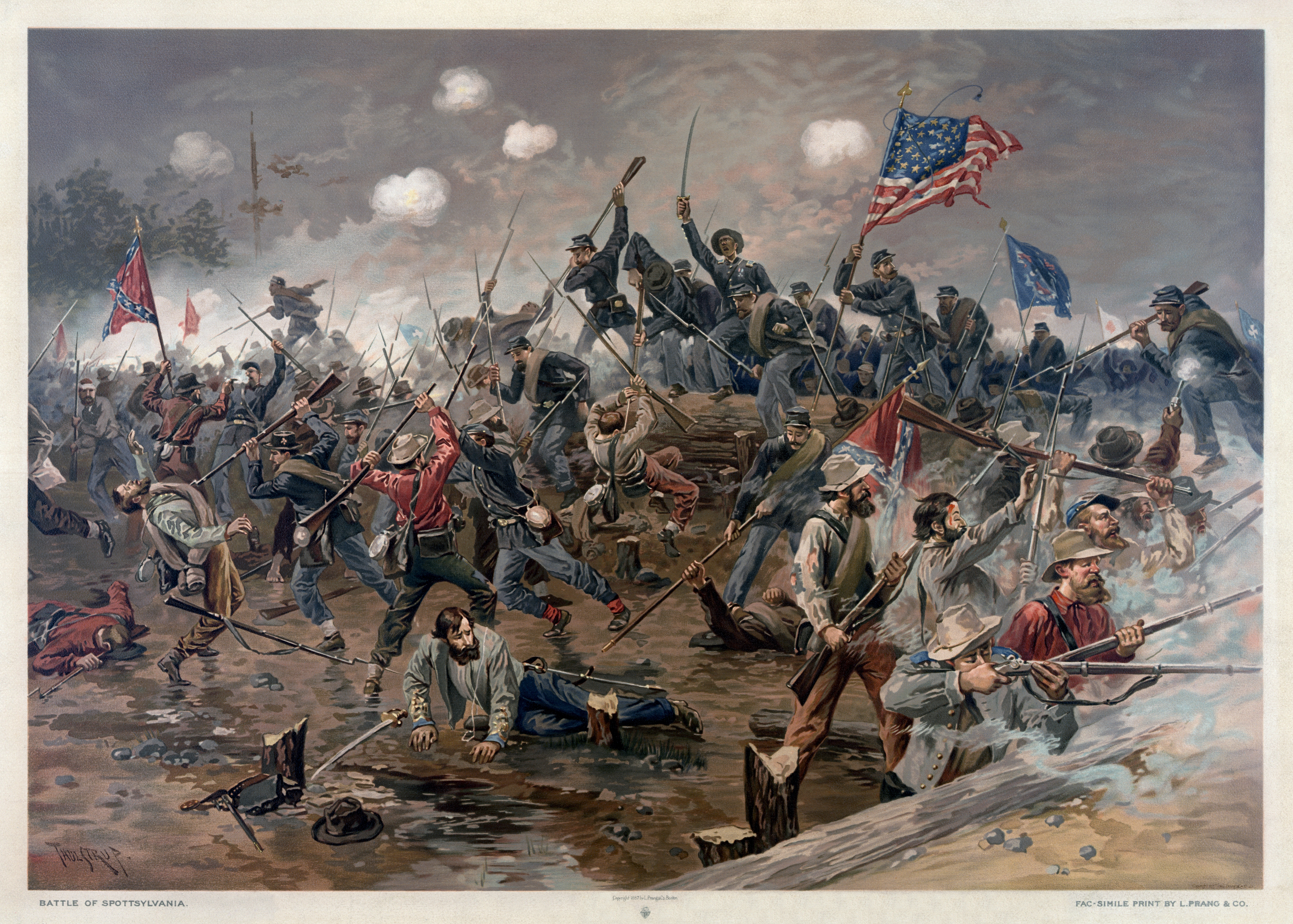
史波特斯凡尼亞郡府戰役

史波特斯凡尼亞郡府之役（英語：Battle of Spotsylvania Court House）又名史波特斯凡尼亞之役，爆發於1864年5月8日至5月21日，是格蘭特將軍上任東部戰場的總司令後發動的陸路戰役的第二場戰役，參與的兵士達150000人，死傷者約30000人。
史波特斯凡尼亞是位於維吉尼亞州中部的一個小城鎮。

## 戰前
自莽原之役後，格蘭特企圖快速南下從邦聯軍隊的右翼溜走，直接行軍到里奇蒙。他先派高佛勒·華倫（Gouverneur Kemble Warren）麾下的第五軍趕往史波特斯凡尼亞郡府。此舉被李將軍發現，李將軍遂指派詹姆斯·史都華的騎兵與第一軍（由理查·安德森（Richard Heron Anderson）率領，因為隆史崔特於莽原之役中受傷）阻止華倫。最後邦聯軍隊成功。但雙方的大軍都不可避免地到達史波特斯凡尼亞。

## 戰役

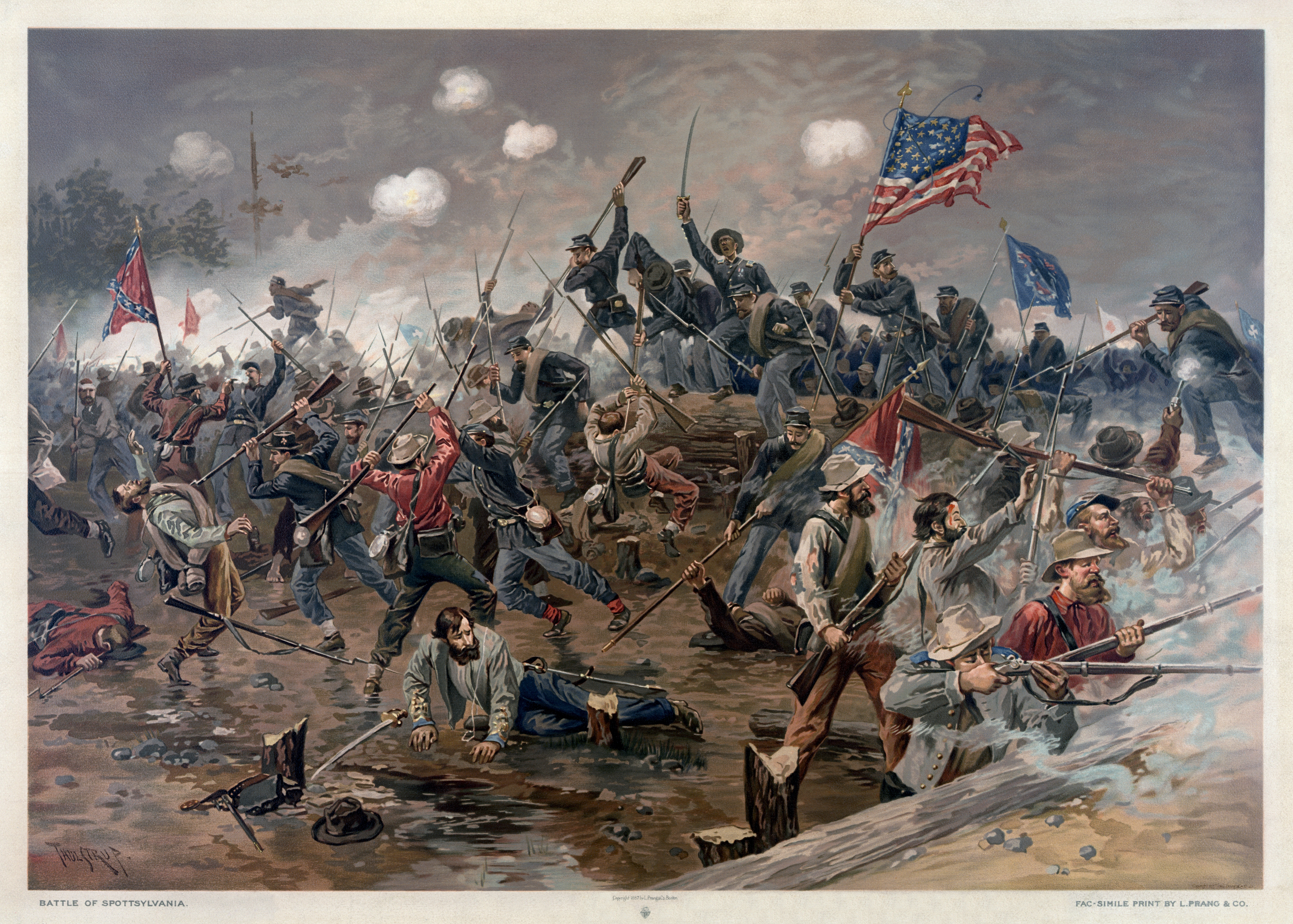
聯邦軍進攻邦聯軍的戰壕

5月9日，格蘭特派出第六軍偵察敵軍之防線，其少將約翰·塞吉威克（John Sedgwick）因而被邦聯軍的狙擊手擊斃; 而李將軍則下令部下掘戰壕，長達6.5公里，並部署大砲於戰壕後面，可說是固若金湯。一直到次日他才發現戰壕的最北邊 – 騾子鞋（Mule Shoe） – 暴露了出來，但這時，埃默里·烏普頓（Emory Upton）正率領12個步兵團攻擊此地，他們很快就攻破了邦聯軍的防守，致使邦聯軍的第二軍花了不少時間才勉強趕走烏普頓。不過，烏普頓亦因此而成了部隊的指揮。

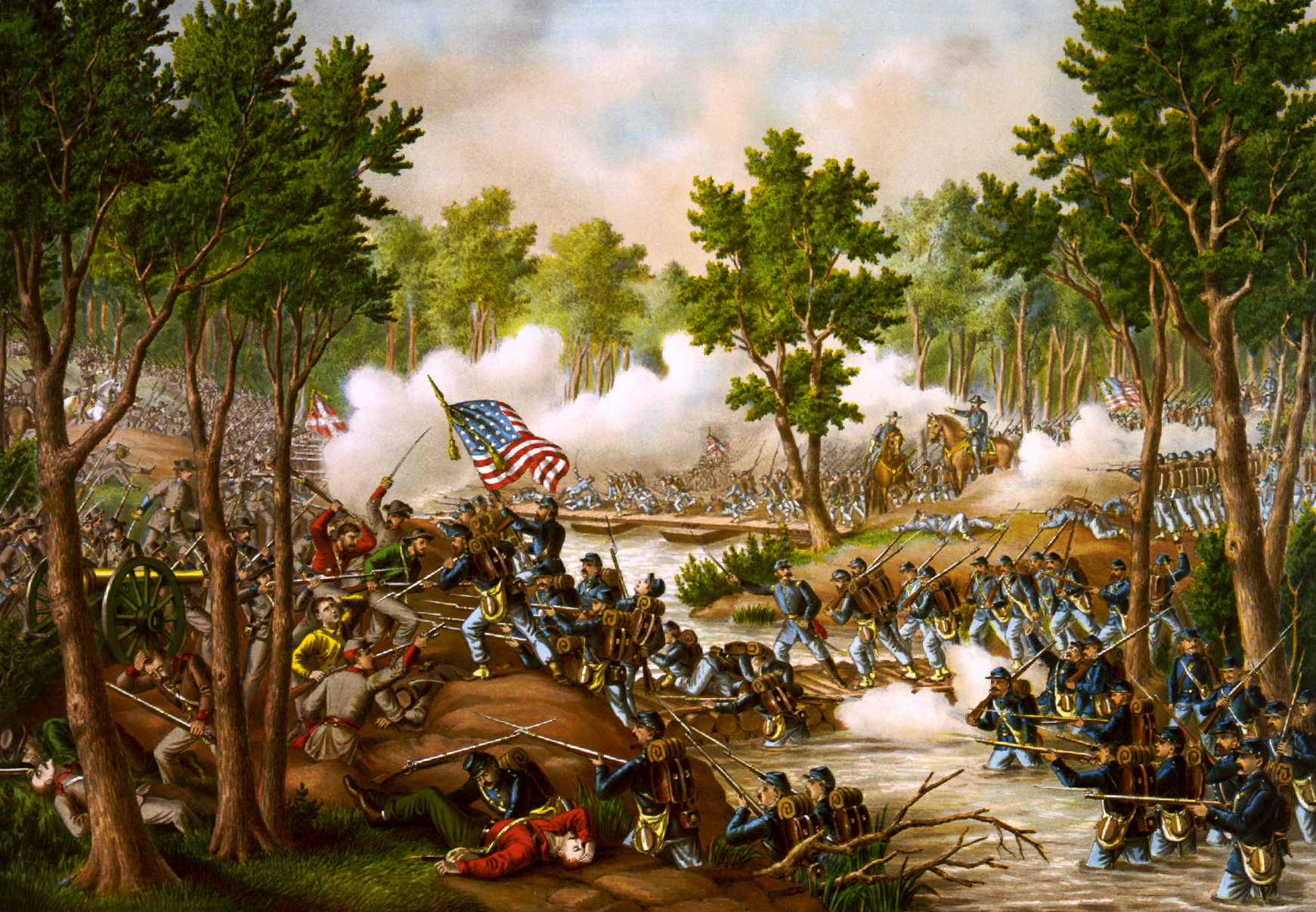
史波特斯凡尼亞郡府之役

入夜後，李將軍打算重整防線，格蘭特就趁機派出第二軍的15000人突擊邦聯軍隊，由漢考克率領。漢考克以同樣的戰術發動進攻，一舉俘虜了4000名邦聯軍，但由於安伯洛斯·伯恩賽德（Ambrose Burnside）未能及時支援漢考克，而且李將軍親自指揮和鼓勵邦聯軍，漢考克遂且戰且退，傷亡慘重，兩軍於戰壕展開了長達一小時的肉搏戰，最後邦聯軍奪回所有失去了的陣地。
5月18日，格蘭特再派出兩個軍的兵力進攻邦聯軍不果，只有繞過邦聯軍陣線繼續南下，李將軍知道後立即追趕，然後雙方會在北安娜河相遇。